# Flughafen Saidpur

i8
i11
i13
Der Flughafen Saidpur (bengalisch সৈয়দপুর বিমানবন্দর, englisch Saidpur Airport, IATA-Code: SPD, ICAO-Code: VGSD) ist ein kleiner Inlandsflughafen in der gleichnamigen Stadt Saidpur im Distrikt Nilphamari im Norden von Bangladesch.
In der Jahresperiode 2012/13 benutzten 7205 Passagiere den Flughafen. Frachtgut wurde nicht verladen. Der Flughafen lag damit hinsichtlich Passagieraufkommen an dritter Stelle unter den Inlandsflughäfen Bangladeschs – weit hinter Cox’s Bazar und Jessore und vor Rajshahi und Barisal. Der Flughafen verfügt über eine 1829 Meter lange und 30 Meter breite Start- und Landebahn aus Asphaltbeton. Beide Landerichtungen sind jeweils mit einer Präzisions-Anflug Gleitwinkelbefeuerung ausgestattet. Als Navigationshilfen für den Anflug dienen je ein am Platz befindliches Drehfunkfeuer (Kennung SDP auf 115,8 MHz) sowie ein ungerichtetes Funkfeuer (Kennung SD auf 268 kHz).
Die folgenden Fluggesellschaften fliegen den Flughafen an:
- Biman Bangladesh Airlines
- US-Bangla Airlines
- United Airways
- NovoAir

Pro Tag landen durchschnittlich zwei Flugzeuge. Einziger Zielflughafen ist Dhaka.